# Sberbank

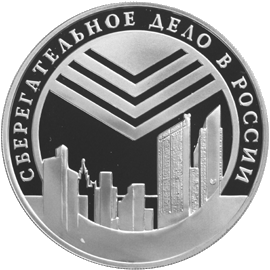
Het logo van Sberbank

Sberbank (Russisch: Сбербанк) is de grootste bank van Rusland en Oost-Europa, en is genoteerd op de beurzen MICEX en RTS. Het hoofdkantoor is gevestigd in Moskou. De geschiedenis van de bank gaat terug tot 1841, toen ze werd opgericht na de financiële hervormingen van graaf Jegor Kankrin.

## Activiteiten
Sberbank is de grootste bank in Rusland. Ze heeft 11 regionale banken met meer dan 14.000 kantoren in het hele land. Verder biedt de bank online diensten aan.
Sberbank biedt een breed spectrum van financiële diensten aan zo'n 99 miljoen particulieren en bedrijven, waaronder deposito's en leningen, bankpassen en kredietkaarten, geldoverboekingen, bankverzekeringen en vermogensbeheer. Buiten Rusland is Sberbank actief in 21 landen, waaronder het Verenigd Koninkrijk, de Verenigde Staten en diverse landen in Midden- en Oost-Europa.
In 2011 kocht Sberbank Volksbank International (VBI) en kreeg daarmee een positie in Bosnië en Herzegovina, Kroatië, Tsjechië, Slowakije, Hongarije, Servië en Slovenië. VBI was een kleine bank met een balanstotaal van 9,4 miljard euro per 30 juni 2011. Een jaar later nam Sberbank DenizBank over van Dexia. DenizBank is actief in Turkije en Sberbank betaalde 2,8 miljard euro voor de aandelen. Op 31 juli 2019 werd DenizBank weer verkocht aan Emirates NBD uit de Verenigde Arabische Emiraten. De verkoop leverde Sverbank zo'n 171 miljard roebel op (ca. 2,7 miljard Amerikaanse dollar).
In Rusland was Sberbank in 2020 veruit de grootste bank, met 286.000 medewerkers. In hetzelfde jaar had de bank in Rusland een derde van de uitstaande leningen aan bedrijven verstrekt en zo'n 40% van alle leningen aan particulieren. Het marktaandeel voor hypotheken was ruim 50%. Zo'n 45% van het nationale spaargeld stond op rekeningen bij Sberbank. Het balanstotaal was 36.000 miljard roebel (ca. 400 miljard euro) per 31 december 2020.
In 2018 stond Sberbank op de 66e plaats van de grootste banken ter wereld gemeten naar balanstotaal. De bank was daarmee iets kleiner dan de Nederlandse bank ABN AMRO die op plaats 63 stond. Gemeten naar beurswaarde stond Sberbank op de 18e plaats.
De Centrale Bank van Rusland was met 50%+1 van de aandelen de grootste aandeelhouder. In april 2020 nam de Russische staat het hele belang over voor 26,2 miljard euro. De combinatie van grootste eigenaar én toezichthouder van de Sberbank was niet meer te combineren voor de centrale bank. De gewone en preferente aandelen van de bank staan sinds 1996 op de beurs genoteerd. De preferente aandelen hebben geen stemrecht, de gewone aandelen wel. De aandelen en certificaten van aandelen worden verhandeld op de Beurs van Moskou, London Stock Exchange, Frankfurt Stock Exchange en de Amerikaanse over-the-counter (OTC)-markt.
Vanaf 16 februari 2022 begon de aandelenkoers van Sberbank op de London Stock Exchange sterk te dalen, van ongeveer US$ 15,00 naar US$ 0,01 op 2 maart. Dit gebeurde na de Russische invasie van Oekraïne, waarop zware economische sancties door westerse landen tegen Rusland volgden. De EU besloot 7 Russische banken uit SWIFT te verwijderen: Bank Otkritie, Novikombank, Promsvyazbank, Rossiya Bank, Sovcombank, Vnesheconombank (VEB), en VTB Bank. Sberbank en Gazprombank bleven binnen SWIFT.

## Europese dochter
Sberbank heeft een 100% Europese dochter, Sberbank Europe AG, met hoofdzetel in Wenen. Volgens eigen opgave zijn er 187 filialen, voornamelijk in Midden- en Oost-Europa, en 3800 medewerkers. Van de 773.000 klanten zijn er 31.000 in Oostenrijk en 35.000 in Duitsland. Duitse spaarders hebben in totaal € 1,1 miljard ingelegd. Anno 2022 bood de bank spaarders 1,5% rente, terwijl de meeste Europese banken geen rente meer vergoedden. Spaartegoeden vallen onder het depositogarantiestelsel.
Spaarders in diverse Europese landen namen na de Russische invasie in Oekraïne hun geld op uit protest tegen de oorlog. De Oostenrijkse toezichthouder legde de hoeveelheid geld die opgenomen kon worden aan banden. De situatie bij de Tsjechische dochteronderneming van Sberbank was vergelijkbaar en hier overwoog de centrale bank de bankvergunning van de Sberbank-dochtermaatschappij in te trekken. De Europese Centrale Bank gaf in een verklaring te kennen dat Europese tak van Sberbank op de rand van faillissement staat.
Op 2 maart 2022 werd bekend dat de Sberbank haar activiteiten in Europa zou beëindigen. De Single Resolution Board (SRB), een Europees orgaan dat zich bezighoudt met in de problemen geraakte financiële instellingen, bracht de aandelen van Kroatische en Sloveense dochters van Sberbank onder bij andere banken in die landen. Voor de Oostenrijkse tak werd faillissement aangevraagd.